# Адольф I фон Дассель
Адольф I фон Дассель (нем. Adolf I. von Dassel; до 1170 — 1224) — граф Дасселя и Ратцебурга, маршал Вестфалии. Второй сын Людольфа I фон Дасселя.
С ок. 1187 года маршал Вестфалии. Первое время смог противостоять Генриху Льву, которому удалось вернуть часть владений, утраченных в 1180 году. Однако в 1190 году войско Адольфа I одержало победу над объединенной армией графов Бернхарда II фон Ратцебурга, Хельмольда фон Шверина и трухзесса Йордана фон Бланкенбурга — союзников Генриха Льва.
На выборах 1198 года поддержал кандидатуру Филиппа Швабского, в 1204 году перешёл на сторону Оттона Брауншвейгского.
В 1200 году женился на Адельгейде фон Вассель, вдовствующей графине Ратцебурга, и получил Ратцебург в лён от герцога Саксонии Бернхарда. Дети:
- Людольф IV (ум. 1223), граф Дасселя и Нинофера
- Адольф III (ум. 1244), граф фон Дассель
- Адельгейда (ум. 14 сентября 1262/1263, 1-й муж Иоганн Якобсен Гален, 2-й муж — граф Людвиг фон Равенсберг.

В мае 1201 года потерпел поражение от датского короля Кнута VI в битве при Вашове и в результате потерял Ратцебург.
В 1209 году принимал участие в итальянском походе Оттона IV.